# Place Chauderon
Pour les articles homonymes, voir Chauderon (homonymie).
La place Chauderon est une place de Lausanne, située dans le quartier du Centre.

## Histoire

### Avant leXIXesiècle
Une petite place inclinée, possédant une fontaine, limitée à l'ouest par un pont franchissant un petit ruisseau (à l'emplacement actuel de la rue du Petit-Rocher) est signalée au XVe siècle. Même si un plan du XVIIe siècle montre que deux voies se rejoignent à l'ouest de la place actuelle (le premier entre le Flon et la rue de l'Ale, le second longeant l'extérieur des remparts de la ville jusqu'à Pépinet) et qu'une « grande place publique », probablement à l'est de la place actuelle, est mentionnée au XVIIIe siècle, la place évolue peu jusqu'au XIXe siècle.

### XIXesiècle
Une villa, « Le Pavillon », est construite sur la partie haute de la place en 1822, puis une autre, plus à l'ouest, en 1826 : l'Institut des missions, qui deviendra la pension Mansfeld (maison de bains et pension pour malades) en 1853 ; son jardin donne sur la place. À la même époque, afin de décharger Saint-François des chars de paille et de foin qui y stationnent les jours de marché pour y faire peser leur chargement, il est décidé de transférer le poids public à Chauderon. Un mur de soutènement est édifié au sud de la place pour faciliter l'accès et le stationnement et le nouveau poids public est inauguré en 1830. La place ne couvre alors qu'un quart ou un tiers de la surface actuelle et l'ouest est encore couvert de prés et de pâturages.
En 1836, Adrien Pichard, ingénieur cantonal vaudois, conçoit ce qu’il appelle la « traversée de Lausanne ». Il propose de créer un boulevard annulaire à faible dénivellation, qui envelopperait la cité médiévale et sur lequel viendraient se greffer les grandes artères internationales. La « ceinture Pichard » nécessite notamment la construction d'un pont sur le Flon pour relier l'est et l'ouest de la ville. Le pont Pichard, qui prendra par la suite le nom de Grand-Pont, est terminé en 1844 ; il relie Saint-François à la place Bel-Air. Afin de drainer l'augmentation de trafic en provenance et en direction de Genève et d'Yverdon qui en découle, une nouvelle route est créée vers 1845 : la route des Terreaux, entre Bel-Air et Chauderon. En parallèle, l'est de la place Chauderon est nivelé et le mur de soutènement du poids public, devenu inutile, est démoli. Ces travaux entraînent en outre la suppression de la route passant au nord de la place. Toujours pour améliorer la circulation vers l'ouest, l'avenue d'Echallens est construite entre Chauderon et Montétan entre 1845 et 1848, nécessitant au sud de la place la construction d'un nouveau mur de soutènement.
L'école supérieure de jeunes filles est inaugurée à l'angle de la rue de l'Ale en 1849 et des foires au bétail sont organisées sur la place dès 1850. Le poids public est reconstruit en 1861 (avant d'être remplacé en 1877) et l'éclairage au gaz est installé en 1863. Des arbres sont plantés et une nouvelle fontaine est installée. Dès 1873, Chauderon accueille la gare terminus de la ligne du chemin de fer Lausanne-Échallens-Bercher, construite depuis l'année précédente et inaugurée le 4 novembre. La place atteint sa surface définitive dans la seconde moitié du XIXe siècle. De nouveaux bâtiments apparaissent, ainsi qu'une scierie en 1867 (remplacée vers 1875 par une fabrique de carreaux en ciment), le collège Galliard qui déménage du Pré-du-Marché en 1877, le manège de Chauderon en 1882 et la serrurerie Zwahlen en 1890. La pension Mansfeld est rachetée en 1870 et devient la distillerie Louis Weber. Le manège ferme ses portes en 1895, est transformé en école de vélo avant d'être occupé par le garage Pfister en 1905 et rasé en 1911 lors du percement de l'avenue de Beaulieu. Le collège Galliard ferme ses portes en 1898 et l'immeuble abrite successivement l'École Cantonale de Commerce (entre 1899 et 1915) puis, jusqu'en 1943, l'École d'ingénieurs, qui deviendra l'École polytechnique fédérale de Lausanne ; l'édifice sera démoli en 1961.
La création du réseau des tramways en 1896 entraîne à nouveau des modifications de la place, notamment avec la création de la liaison avec Prilly en 1899 et avec Renens en 1903.

### XXesiècle

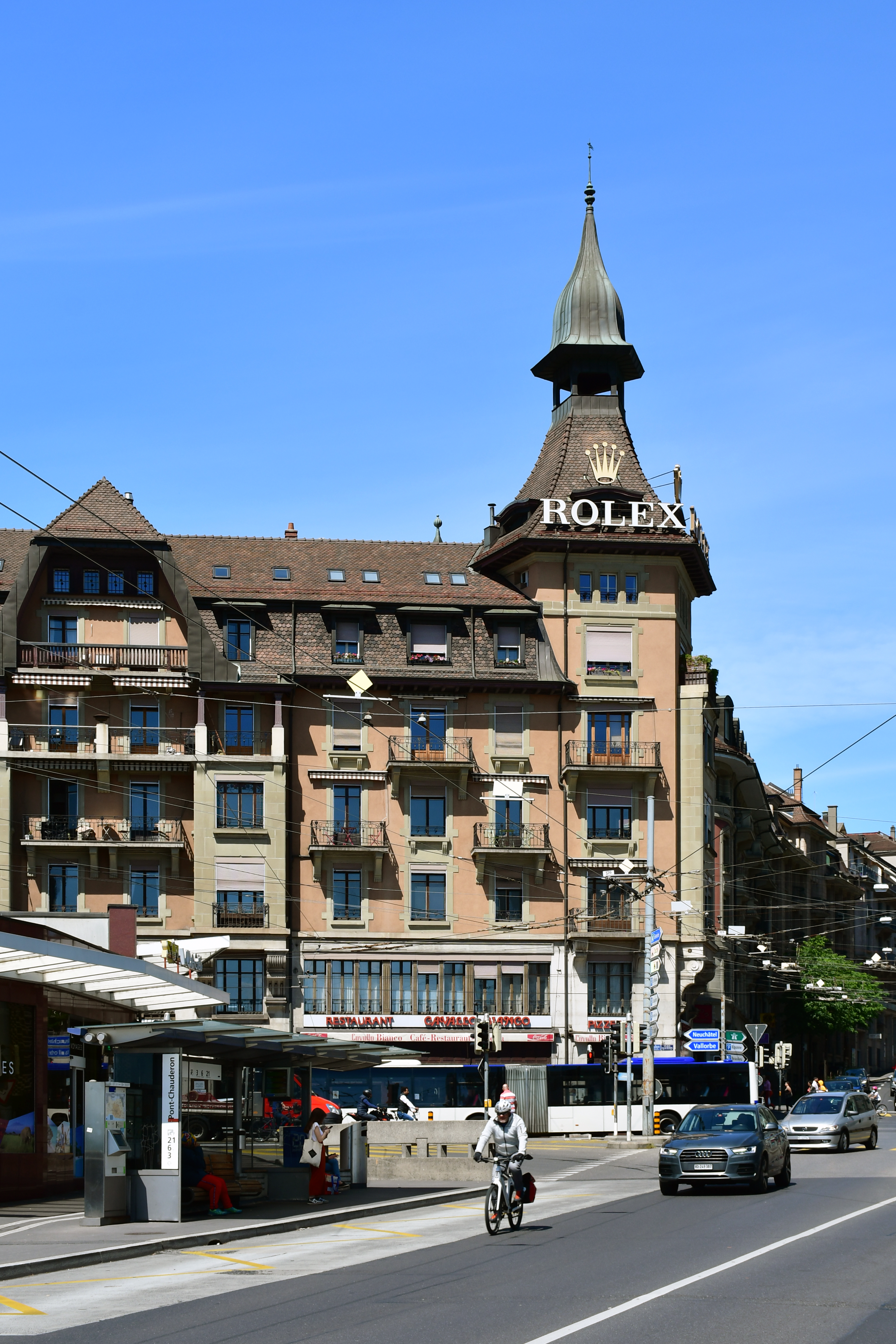
La Tourelle Chauderon et son enseigne Rolex.

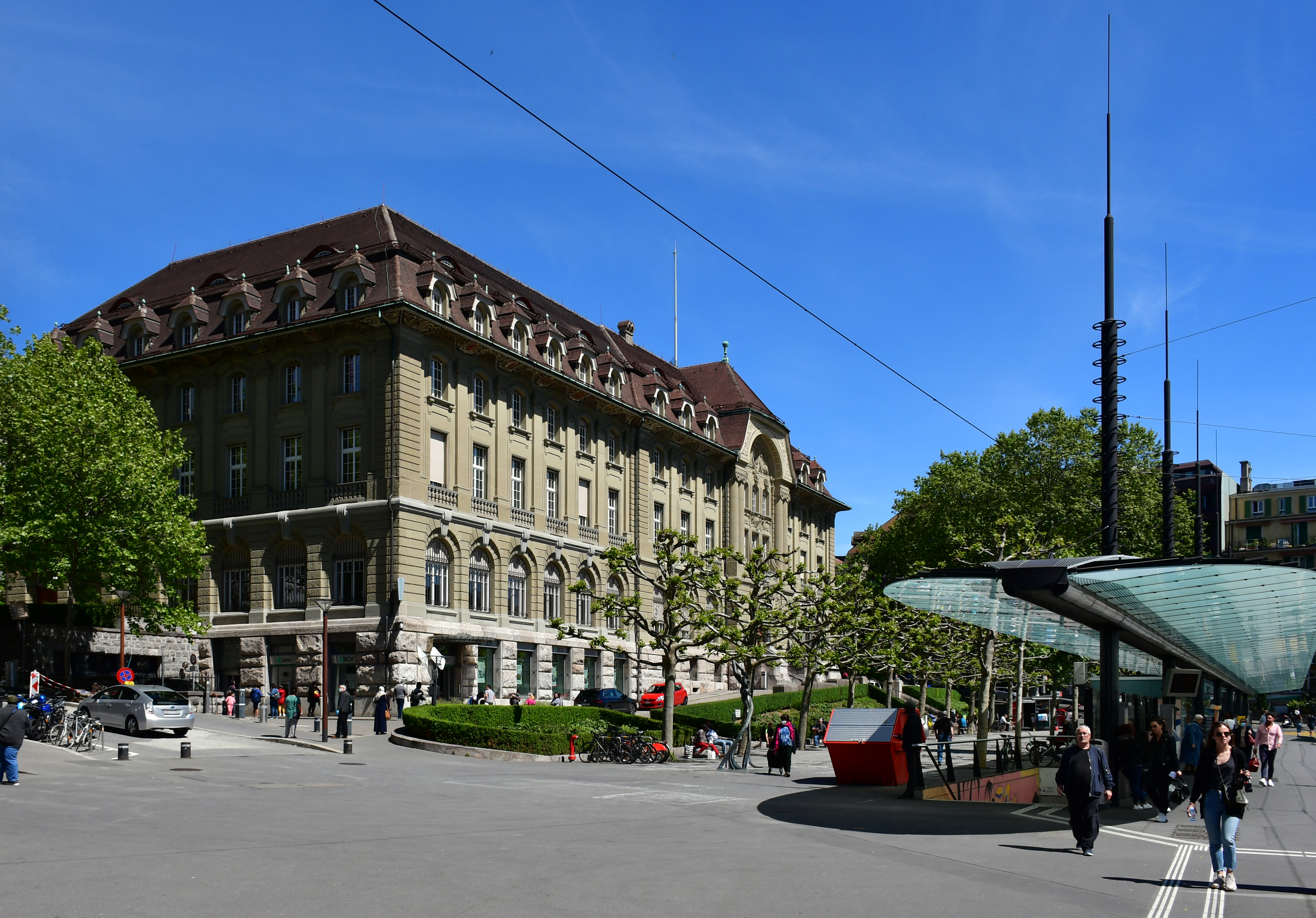
L'ancien siège du Crédit foncier vaudois, repris par la Banque cantonale vaudoise.

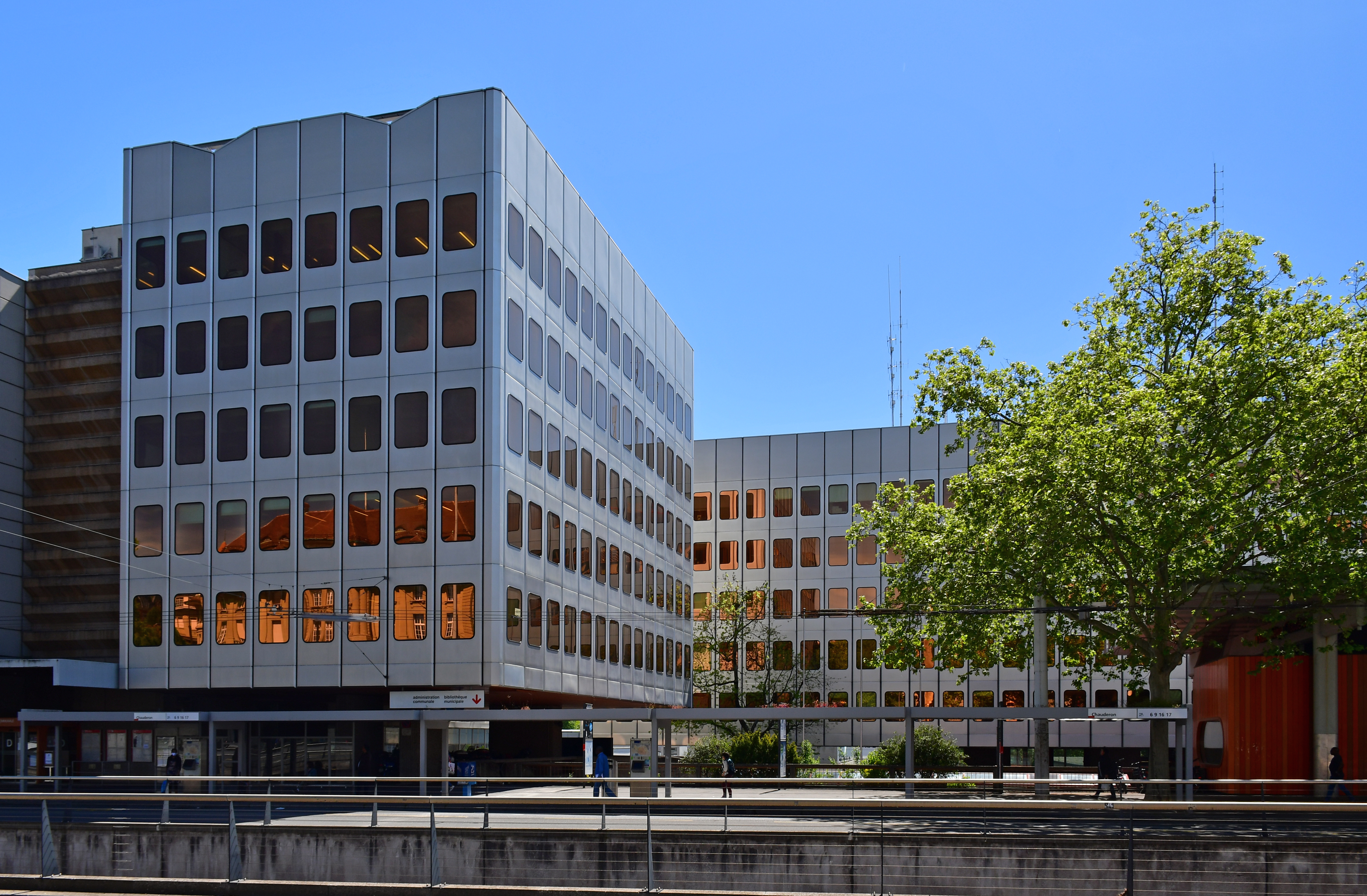
Les bâtiments de l'administration communale construits entre 1970 et 1974.

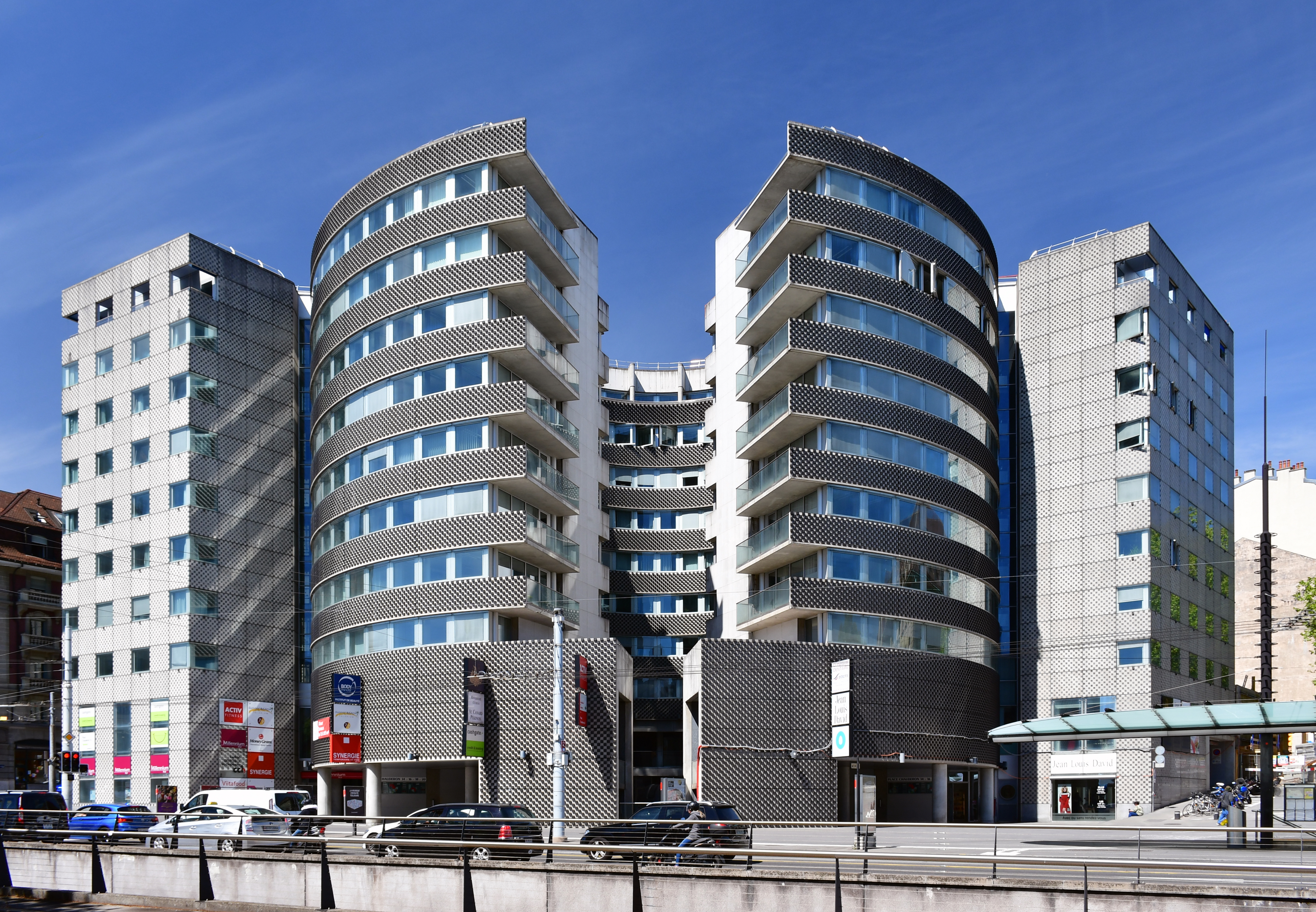
L'édifice construit en 1995 par Aurelio Galfetti.

L’arrivée des liaisons ferroviaires intercantonales et la construction de la gare Jura-Simplon au sud de la ville rendent indispensable la construction d'un nouveau pont pour compléter la ceinture créée quelques décennies auparavant en évitant le terrain accidenté de la vallée du Flon. Le pont Chauderon est érigé en 1905 entre l'ouest de la place Chauderon et l’avenue Louis-Ruchonnet, percée en 1901. Le pont permet en 1906 l'extension du réseau de tramways en direction de la gare. Deux nouvelles voies partent en outre de Chauderon : l'avenue de France (1905), qui monte vers le nord-ouest, et l'avenue de Beaulieu, qui prolonge le pont en direction du nord,,.
Le bâtiment de la serrurerie Zwahlen est remplacé en 1907 par l'édifice « Tourelle Chauderon », situé place Chauderon no 24, connu pour son enseigne publicitaire lumineuse pour Rolex, posée en 1960,.
Le Crédit foncier vaudois installe son siège sur la place en 1911, dans un bâtiment construit en 1908 à la place de la villa « Le Pavillon », dont le terrain a été racheté 3 ans plus tôt. L'aile ouest du bâtiment est agrandie en 1936. Le poids public est supprimé en 1935,,,.
En 1936 la «Nouvelle Maison du peuple» s'installe la 
Les services industriels de la ville de Lausanne, s'installent en 1958 à l'extrémité du pont et s'agrandissent 3 ans plus tard. À l'occasion de l'exposition nationale suisse de 1964, un tunnel est creusé sous la place, permettant de rejoindre l'avenue de Morges depuis le milieu de la place, en évitant le carrefour. Des passages piétons souterrains sont creusés ; ils seront reliés aux niveaux inférieurs du socle des deux nouveaux bâtiments de l'administration communale construits au sud-ouest de la place entre 1970 et 1974 par les architectes Roland Willomet et Paul Dumartheray avec l'aide de Jean Prouvé. Rectangulaires, habillés de plus de 700 panneaux de métal percés de hublots aux reflets cuivrés, les deux immeubles surplombent un socle qui, au sud, par des terrasses végétalisées, descend jusqu’au niveau du quartier du Flon,.
En 1961 la Maison du peuple s'installe dans son nouveau bâtiment à la place de Chauderon 5 où siège également le Parti socialiste vaudois. Auparavant, la Maison du peuple a connu plusieurs adresses. En 1899 avec la fondation de la première Maison du peuple, qui prendra ses quartiers à la place Saint-François, puis dans l’ancienne Tonhalle de la rue Caroline et se terminera avec sa démolition en 1954. Une seconde vie commence en 1916 avec la création du Cercle ouvrier lausannois (COL), s’émancipant de la première institution et de sa conception de conciliation entre les classes. Elle se matérialisera avec l’ouverture en 1925 d’un Cercle ouvrier et typographique, à l’angle de la rue Pichard et de la place Saint-Laurent. En 1936, le Cercle se déplace à la place Chauderon, où il établit la «Nouvelle Maison du peuple». L’immeuble sera détruit et reconstruit entièrement en 1961,,. Le cinéma Eldorado a occupé une partie de l'immeuble du 27 avril 1961 au 29 juin 2003, avec comme premier film à l'affiche Le Capitaine Fracasse. Il a été fermé en raison de l'ouverture d'un nouveau cinéma avec plusieurs écrans au Flon. Le cinéma Eldorado avait au départ 600 places, puis 450. Il possédait un écran de 72 mètres carrés et 52 haut-parleurs assurant un son radiophonique. En 1999, Europlex racheta Métrociné, qui exploitaient et louaient la salle de cinéma au Cercle ouvrier.  
Un nouveau refuge, tout en longueur, est construit en 1977 (puis transformé en 1998) pour les trolleybus en direction de l'ouest. Chauderon devient un nœud important des communications et des transports publics lausannois.
À la fin des années 1980, le Crédit foncier vaudois, à l'étroit dans ses locaux, projette de faire construire une annexe à son siège. Mais le promoteur de l'édifice administratif en construction au nord-ouest de la place rencontre des difficultés financières et le Crédit foncier vaudois le rachète. Imaginé par l'architecte tessinois Aurelio Galfetti, il est situé entre l'avenue de Beaulieu et la rue du Petit-Rocher, à la place du bâtiment de la distillerie Weber, à gauche de leur siège, et sa construction se termine en 1995,. Un bureau postal a occupé des locaux au premier étage de la Tour Galfetti de 1995 à juin 2004 qui correspond à l'ouverture du nouveau bureau postal à la place de la Riponne. La Poste était autrefois installée à l'angle du bâtiment du Crédit foncier vaudois, aujourd'hui Banque cantonale vaudoise,.  En 1995 est également inaugurée la gare nouvelle gare souterraine du LEB.

## Situation et accès
La place Chauderon se trouve dans le quartier du centre. À l'ouest de la place se trouve un carrefour sur lequel débouchent cinq voies : les avenues de Morges et d'Echallens qui se rejoignent avant de l'atteindre par l'ouest, l'avenue de France qui vient du nord-ouest, l'avenue de Beaulieu qui vient du nord et le pont Chauderon qui le rejoint par le sud. La rue du petit-Rocher, parallèle à l'avenue de Beaulieu, débouche sur la zone piétonne de la place. La place Chauderon se prolonge vers l'est par la rue des Terreaux. De plus, trois voies de moindre importance débouchent au nord-est : la rue du Maupas, la rue de la Tour et la rue de l'Ale, piétonne. En outre, le tunnel Chauderon plonge sous la place, à sens unique, de l'avenue de Terreaux, au centre de la place, pour aboucher sur l'avenue de Morges, permettant ainsi au trafic d'éviter le carrefour.

### Transports publics
- Bus : 3 4 6 9 16 17 19 21
- Chemin de fer Lausanne-Échallens-Bercher : gare de Lausanne-Chauderon[22]

## Description
La place Chauderon, allongée dans l'axe est-ouest, est principalement occupé par la large rue des Terreaux qui la traverse de part en part. Un bâtiment de l'administration communale et des commerces occupent le sud de la place. Le nord de la place est occupé par l'ancien immeuble du siège du Crédit foncier vaudois, actuellement occupé par la Banque cantonale vaudoise (BCV). À sa gauche se trouve le complexe qui formait l'annexe de l'ancienne banque, qui fait l'angle avec l'avenue de Beaulieu. Appelé « Ulysse », il est formé de quatre bâtiments ; trois d'entre eux sont rectangulaires et le quatrième forme un grand cylindre évidé, ouvert du côté de la place. Il abrite des logements, des locaux administratifs, des surfaces commerciales et un restaurant,. La BCV et le long arrêt de bus couvert situé le long de la route délimitent un secteur piéton paré de deux rangées d'arbres.